# うさぎもち
株式会社うさぎもちは、新潟県燕市吉田東栄町に本社を置き、主に餅など米穀を原料とした食品を製造する企業。2017年5月1日、きむら食品から「うさぎもち」に社名変更した。本項では、かつて存在した企業である株式会社きむら食品についても扱う。

## 概要
主に切り餅、鏡餅などの包装餅や白玉製品を主に製造・販売している。包装餅を1952年から製造。旧きむら食品時代から「うさぎもち」ブランドで知られている。
事業は順調に推移していたが、消費者の嗜好の変化などより業界規模が縮小。また同業者である越後製菓から訴訟を提起され、さらに過去の不適切な会計処理も発覚。2014年7月11日に新潟地方裁判所に民事再生法を適用。その後、同年8月20日に同じ新潟県に本社を置く佐藤食品工業（現：サトウ食品）とスポンサー契約を締結。同社が全額出資して子会社の「宝町食品株式会社」を設立。同年9月16日に事業を譲受すると同時に社名を（新）株式会社きむら食品に変更。旧社は株式会社東栄へ商号変更して民事再生手続を継続した後、2017年6月に消滅した。
2017年5月1日に、（新）株式会社きむら食品から現社名に商号変更した。

## 沿革
- 1954年 - 前身である白玉粉の製造販売を行っていた木村商店を、株式会社木村商店と法人組織に改める。
- 1955年 - 社名を木村食品工業株式会社に変更。本社を現・新潟県燕市吉田水道町に置く。
- 1982年 - 本社を新潟県燕市吉田東栄町14番33号に移転。
- 1995年 - 株式会社きむら食品（旧社）に社名変更。
- 2013年 - 越後製菓がきむら食品（旧社）に対し訴訟を起こす。
- 2014年
  - 7月11日 - 民事再生法を適用。
  - 9月16日 - 佐藤食品工業（現：サトウ食品）の子会社として設立した宝町食品株式会社に事業譲渡。同時に宝町食品株式会社の商号を株式会社きむら食品（新社）に変更[4]。同時に株式会社きむら食品（新社）の本社を新潟市東区から燕市へ移転。
- 2017年5月1日 - 社名を株式会社うさぎもちに再度変更。